# Pirates des Caraïbes : La Fontaine de Jouvence
Pour les articles homonymes, voir La Fontaine de Jouvence.
Série Pirates des Caraïbes
Jusqu'au bout du monde
(2007) La Vengeance de Salazar
(2017)
Pour plus de détails, voir Fiche technique et Distribution.
Pirates des Caraïbes : La Fontaine de Jouvence (Pirates of the Caribbean: On Stranger Tides) est un film d'aventures fantastique réalisé par Rob Marshall, sorti en 2011.
C'est le quatrième opus de la saga Pirates des Caraïbes. Le scénario est inspiré d'un roman publié en 1988 et intitulé Sur des mers plus ignorées de Tim Powers, ouvrage qui a également inspiré le jeu The Secret of Monkey Island de LucasArts,,. Il reste, en décembre 2019, le film le plus cher de l'histoire du cinéma, et un gros succès du box-office mondial.

## Synopsis
En 1750, deux pêcheurs repêchent un vieillard. Amené à Cadix, devant le roi Ferdinand VI, celui-ci révèle au roi la position de la légendaire Fontaine de Jouvence. Les Espagnols appareillent donc en direction de la Fontaine. À Londres, le capitaine Jack Sparrow réussit à libérer Joshamee Gibbs, son bras droit, d'un procès où il aurait été certainement condamné à mort. Mais ils sont capturés à nouveau et Jack est conduit devant le roi George II. Là, il est accusé de vouloir monter une expédition pour trouver la Fontaine. Un autre personnage entre alors dans la pièce : son rival de toujours, l'impétueux capitaine Hector Barbossa, devenu corsaire du roi et unijambiste après une bataille où le Black Pearl, ancien navire de Jack, fut coulé. Jack s'évade à nouveau et retrouve son père qui lui donne quelques conseils pour retrouver la Fontaine : trouver deux calices ayant appartenu à Juan Ponce de León, capitaine espagnol qui chercha la Fontaine. Mais Jack ne possède aucun navire.
Par chance, il retrouve une femme de son passé, Angelica, qui se fait passer pour lui afin de recruter un équipage. En effet, elle possède un navire, mais pas n'importe lequel. Le Queen Anne's Revenge, le bateau du légendaire et redoutable capitaine Barbe Noire, qui se trouve être le père d'Angelica. Les officiers du navire sont des zombies, esclaves de Barbe Noire.
Jack décide de monter une mutinerie contre Barbe Noire mais ce dernier mate la révolte facilement : l'épée dont il dispose permet de commander le navire, notamment les cordages qui saisissent les mutins et les suspendent pour les neutraliser. Afin de prouver sa cruauté, Barbe Noire exécute un des mutins. Angelica explique à Jack que pour utiliser la Fontaine, il faut remplir de son eau les deux calices de Ponce De León et mettre une larme de sirène dans l'un d'eux. Ensuite, deux personnes boivent l'eau : celle qui boit le calice contenant la larme reçoit les années qu'aurait pu vivre l'autre, celui-ci meurt. Angelica lui montre également le Black Pearl, captif d'une bouteille, à côté de plusieurs autres navires que Barbe Noire conserve précieusement. Puis Barbe Noire montre à Jack une poupée vaudou à son effigie qu'il garde pour s'assurer de sa fidélité. Angelica dit alors que Barbe Noire veut arriver à la Fontaine parce qu'une prophétie annonce qu'il sera tué par un homme avec une jambe de bois.
Pendant ce temps, Barbossa se lance sur les traces de la Fontaine, accompagné de Gibbs, qui avait détruit la carte de Sao Feng après l'avoir apprise par cœur pour sauver sa tête. Sur leur route, ils croisent les navires espagnols, qui décident de ne pas les attaquer afin de ne pas se retarder.
À bord du Queen Anne's Revenge, Jack rencontre un jeune pasteur, nommé Philip, qui s'oppose aux intentions de Barbe Noire. L'équipage du Revenge tente de capturer une sirène à White Cap Bay afin de recueillir sa larme. Après avoir essuyé une attaque de plusieurs sirènes, ils arrivent à en attraper une. Elle répond au nom de Syrena ; Philip tombe immédiatement amoureux d'elle et fait tout pour la protéger. Barbossa, quant à lui, arrivant à White Cap Bay perd son navire coulé par les sirènes, qui massacrent l'équipage. Seuls survivent Barbossa, Gibbs et une quinzaine d'officiers qui étaient à terre au moment de l'attaque.
Pour parvenir à boire l'eau de la Fontaine, Jack doit trouver les deux calices en argent ayant appartenu à Ponce De León. Il se rend seul dans le navire de ce dernier et y rencontre Barbossa. Il se rend ensuite compte que les calices ont déjà été pris par les Espagnols. Les deux pirates se rendent au camp espagnol et y sont arrêtés. Barbossa explique alors à Jack comment il avait perdu le Black Pearl et par conséquent sa jambe, et que le vrai but de Barbossa est de tuer Barbe Noire. Les deux capitaines s'évadent grâce à l'ingéniosité de Jack, qui n'a pas manqué au passage de dérober aux Espagnols les calices. Pendant ce temps, Barbe Noire tente vainement d'obliger Syrena à verser une larme. Mais quand il s'aperçoit qu'elle aime aussi Philip, il menace de le tuer si elle ne fait rien. Finalement, sa menace est exécutée et Philip tombe à terre. Les hommes de Barbe Noire laissent la sirène attachée. Soudain, Philip reprend connaissance, une petite aiguille enfoncée dans son cou. Il tente de libérer Syrena, qui laisse alors échapper une larme de joie, mais Barbe Noire surgit alors, et la larme est récupérée dans un flacon.
Jack et Gibbs rejoignent Barbe Noire avec les deux calices. Jack remet son compas à Gibbs et ce dernier repart tout seul. La troupe de Barbe Noire arrive en vue de la Fontaine et y entre. Presque immédiatement après eux, les hommes de Barbossa surgissent et une bataille s'engage. Alors que ce combat n'est pas encore terminé, les soldats espagnols arrivent et s'emparent des calices grâce à leur supériorité numérique. Le capitaine espagnol annonce alors que le but de ses hommes n'est pas d'utiliser la Fontaine, mais de la détruire, car, selon eux, seul Dieu peut donner la vie éternelle. Tandis que les Espagnols commencent leur œuvre de démolition, Barbossa pourfend la poitrine de Barbe Noire de son épée empoisonnée, accomplissant ainsi la prophétie. En voulant porter secours à son père, Angelica se blesse malencontreusement la main en retirant l'épée du corps de son père, libérant du poison dans son corps.
Syrena, libérée par Philip ayant fui la bataille, jaillit des eaux et donne les deux calices d'argent à Jack. qui les remplit alors avec de l'eau de la Fontaine, juste à temps avant qu'elle ne soit détruite, et met dans l'un d'eux une larme de Syrena. Il les offre à Angelica et Barbe Noire. Ce dernier boit, pensant que son calice contient la larme. Mais, de par la tromperie de Jack, il s'avère qu'il n'a pas bu dans le bon calice et meurt sous les yeux impuissants d'Angelica, qui elle, se retrouve guérie. Philip, agonisant, embrasse Syrena, qui l'emmène dans les profondeurs aquatiques pour le sauver.
Jack abandonne Angelica, furieuse, sur un îlot désert. Il rejoint Gibbs, qui, à l'aide du compas de Jack, est en possession de la bouteille contenant le Black Pearl et d'une vingtaine d'autres bouteilles similaires, et tous deux partent dans l'espoir de faire sortir le navire de sa prison de verre. Barbossa, ayant récupéré l'épée de Barbe Noire, prend le commandement du Queen Anne's Revenge et de son équipage, puis part pour Tortuga en déchirant sa lettre de marque qui le rattachait au roi George.
Scène post-générique
Assise sur la plage de l'îlot sur lequel Jack l'a abandonnée, Angélica déprime. La marée fait échouer à ses pieds la poupée vaudou à l'effigie de Jack. Angélica la ramasse et sourit à l'idée de pouvoir l'utiliser pour se venger en torturant Jack pour lui faire payer le meurtre de son père.

## Fiche technique
Sauf indication contraire, les informations mentionnées dans cette section peuvent être confirmées par les bases de données cinématographiques IMDb et Allociné,  présentes dans la section « Liens externes ».

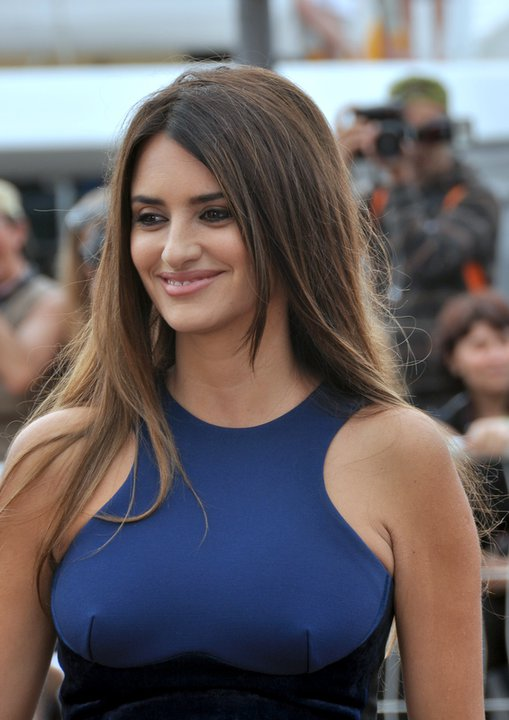
Penelope Cruz lors de la présentation du film au festival de Cannes 2011.

- Titre original : Pirates of the Caribbean: On Stranger Tides
- Titre français et québécois : Pirates des Caraïbes : La Fontaine de Jouvence[6],[7]
- Réalisation : Rob Marshall
- Scénario : Ted Elliott et Terry Rossio, d'après les personnages créés par Stuart Beattie, Ted Elliott, Terry Rossio et Jay Wolpert, inspiré du roman Sur des mers plus ignorées de Tim Powers[8] (1988)
- Musique : Hans Zimmer, Rodrigo y Gabriela[9],[10]
  - Musiques additionnelles : Thomas Bergersen, Tom Gire, Matthew Margeson, Nick Phoenix, Guillaume Roussel, Jacob Shea, John Sponsler, Eric Whitacre et Geoff Zanelli
- Direction artistique : Virginie Bourdin, Simon McGuire et Tomas Voth
- Décors : John Myhre et Gordon Sim
- Costumes : Penny Rose
- Maquillage : Joel Harlow (en)
- Coiffure : Peter Swords King
- Photographie : Dariusz Wolski
- Son : Christopher Boyes, Paul Massey, Shannon Mills, Juan Peralta, George Watters II
- Montage : David Brenner, Michael Kahn et Wyatt Smith
- Production : Jerry Bruckheimer
  - Production déléguée : John DeLuca, Ted Elliott, Chad Oman, Terry Rossio, Mike Stenson et Barry H. Waldman
  - Production associée : Melissa Reid et Pat Sandston
- Sociétés de production :
  - États-Unis : Jerry Bruckheimer Films et Walt Disney Pictures
  - Royaume-Uni : Moving Picture Company
- Société de distribution : Walt Disney Studios Motion Pictures
- Budget : 250 millions de $[11]
- Pays de production :  États-Unis,  Royaume-Uni
- Langues originales : anglais et espagnol
- Format : couleur (DeLuxe) (Technicolor) — 35 mm — 2,39:1 (Panavision) — son SDDS / Datasat / Dolby Digital / Dolby Surround 7.1
- Genre : fantastique, aventure, action
- Durée : 137 minutes ; 136 minutes (aux États-Unis)
- Dates de sortie[12] :
  - États-Unis : 7 mai 2011 (première mondiale à Disneyland, Anaheim)[13] ; 20 mai 2011 (sortie nationale)
  - France, Belgique, Suisse romande, Royaume-Uni : 18 mai 2011[6],[14],[15]
  - Québec : 20 mai 2011[7]
- Classification :
  - États-Unis : accord parental recommandé, film déconseillé aux moins de 13 ans (PG-13 - Parents Strongly Cautioned)[N 1]
  - Royaume-Uni : les enfants de moins de 12 ans doivent être accompagnés d'un adulte (12A - Suitable for 12 years and over)
  - France : tous publics (conseillé à partir de 10 ans)[6],[16]
  - Belgique : tous publics (Alle Leeftijden)[14]
  - Suisse romande : interdit aux moins de 12 ans[17]
  - Québec : tous publics - déconseillé aux jeunes enfants (G - General Rating)[7]

## Distribution

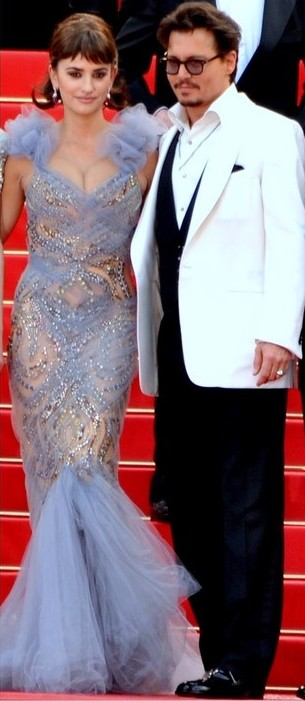
Penélope Cruz et Johnny Depp au Festival de Cannes 2011.

- Johnny Depp (VF : Bruno Choël ; VQ : Gilbert Lachance) : le capitaine Jack Sparrow
- Penélope Cruz (VF : Ethel Houbiers ; VQ : Viviane Pacal) : Angelica Teach
- Ian McShane (VF : Bernard Tiphaine ; VQ : Guy Nadon) : le capitaine Edward Teach / Barbe Noire
- Geoffrey Rush (VF : Patrick Floersheim ; VQ : Denis Mercier) : le capitaine Hector Barbossa
- Sam Claflin (VF : Jean-Christophe Dollé ; VQ : Jean-Philippe Baril Guérard) : Philip Swift
- Àstrid Bergès-Frisbey (VF : elle-même ; VQ : Rachel Graton) : Syrena, la sirène principale
- Kevin McNally (VF : Jacques Frantz ; VQ : François Sasseville) : Joshamee Gibbs
- Keith Richards (VF : François Siener ; VQ : Éric Gaudry) : Edward Teague Sparrow, le père de Jack
- Richard Griffiths (VF : Michel Dodane ; VQ : Benoît Brière) : Roi George II d'Angleterre
- Greg Ellis (VF : Xavier Fagnon ; VQ : Tristan Harvey) : le lieutenant Theodore Groves
- Stephen Graham (VF : Vincent Ropion ; VQ : Frédéric Desager) : Scrum
- Anton Lesser (VF : Guy Chapellier ; VQ : Sébastien Dhavernas) : John Carteret
- Roger Allam : Henry Pelham
- Sebastian Armesto (VF : Benjamin Penamaria ; VQ : Pierre-Étienne Rouillard) : Roi Ferdinand VI d'Espagne
- Damian O'Hare (VQ : François Trudel) : Gillette
- Gemma Ward : Tamara, la première sirène
- Judi Dench : la vieille noble dans la calèche
- Derek Mears (VQ : Frédéric Paquet) : quartier-maître zombie
- Robbie Kay : le garçon de cabine
- Óscar Jaenada (VF : Pierre-François Pistorio ; VQ : Nicolas Charbonneaux-Collombet) : le conquistador Espagnol
- DeObia Oparei : Gunner
- Richard Thomson (VF : Pascal Nowak) : Derrick
- Sanya Hughes, Brea Berrett, Jorgelina Airaldi, Antoinette Nikprelaj, Toni Busker, Daphne Joy : des sirènes
- Kalin Patrick Wilson : Jackson Teach-Sparrow

## Production

### Tournage
Le 18 janvier 2010, la presse locale Hawaii News Now révèle que le tournage de Pirates des Caraïbes 4 débute à Hawaï. Le tournage devrait générer 85 millions de dollars américains (environ 62 millions d'euros) de revenus et plusieurs centaines d'emplois selon ce même journal. Le 23 janvier est diffusée une première vidéo du capitaine Jack Sparrow en direct d'Hawaï dans laquelle il annonce que ce quatrième opus sera rempli de zombies, de tueurs, de sirènes, et de la « ravissante et vicieuse » Penélope Cruz[réf. nécessaire]. Gore Verbinski ayant préféré se consacrer à d'autres projets, c'est le réalisateur Rob Marshall qui le remplace épaulé par le producteur Jerry Bruckheimer.
Le lundi 15 février 2010, le Black Pearl est déplacé du port de Barbers Point Harbor à celui d'Oahu à Hawaï pour commencer le tournage. Sur la vidéo d'arrivée du Black Pearl au port d'Oahu, diffusée par le Hawaii News Now, le drapeau du bateau a changé : ce n'est plus le pavillon de Jack Rackham mais celui du Queen Anne's Revenge de Barbe Noire, tout revêtu de rouge et de noir. Johnny Depp pourrait encaisser un peu plus de 56 millions de dollars américains pour tourner Pirates des Caraïbes 4, ce qui serait à ce jour le contrat le plus lucratif de l'histoire du cinéma pour un acteur, information cependant démentie par un coréalisateur des trois premiers épisodes.
Durant le tournage, Penélope Cruz étant enceinte, c'est sa sœur Mónica Cruz qui la remplace dans les scènes d'action.[réf. nécessaire]

### Bande originale
La bande originale a été composée encore une fois par Hans Zimmer, mais cette fois-ci en collaboration avec Rodrigo y Gabriela. Dans certains morceaux, le thème principal de la saga est représenté.
| No  | Titre                                                                  | Musique                               | Durée |
| --- | ---------------------------------------------------------------------- | ------------------------------------- | ----- |
| 1.  | Guilty of Being Innocent of Being Jack Sparrow                         | Hans Zimmer                           | 1:42  |
| 2.  | Angelica (Feat. Rodrigo y Gabriela)                                    | Hans Zimmer, Cruz, Rodrigo y Gabriela | 4:17  |
| 3.  | Mutiny                                                                 | Hans Zimmer                           | 2:48  |
| 4.  | The Pirate That Should Not Be                                          | Rodrigo y Gabriela, Hans Zimmer       | 3:55  |
| 5.  | Mermaids                                                               | Hans Zimmer, Whitacre                 | 8:05  |
| 6.  | South of Heaven's Chanting Mermaids                                    | Rodrigo y Gabriela, Hans Zimmer       | 5:48  |
| 7.  | Palm Tree Escape (Feat. Rodrigo y Gabriela)                            | Hans Zimmer                           | 3:06  |
| 8.  | Blackbeard                                                             | Hans Zimmer                           | 5:05  |
| 9.  | Angry and Dead Again                                                   | Rodrigo y Gabriela, Hans Zimmer       | 5:33  |
| 10. | On Stranger Tides                                                      | Hans Zimmer, Zanelli, Whitacre        | 2:44  |
| 11. | End Credits                                                            | Hans Zimmer                           | 1:59  |
| 12. | Guilty of Being Innocent of Being Jack Sparrow (Remixed by DJ Earworm) | Hans Zimmer                           | 2:45  |
| 13. | Angelica (Grant Us Peace Remix) (Remixed by Ki: Theory)                | Hans Zimmer, Cruz, Rodrigo y Gabriela | 3:08  |
| 14. | The Pirate That Should Not Be (Remixed by Photek)                      | Rodrigo y Gabriela, Hans Zimmer       | 6:26  |
| 15. | Blackbeard (Remixed by Super Mash Bros & Thieves)                      | Hans Zimmer                           | 5:26  |
| 16. | South of Heaven's Chanting Mermaids (Remixed by Paper Diamond)         | Rodrigo y Gabriela, Hans Zimmer       | 3:32  |
| 17. | Palm Tree Escape (Remixed by Adam Freeland)                            | Hans Zimmer                           | 5:28  |
| 18. | Angry and Dead Again (Remixé par Static Revenger)                      | Rodrigo y Gabriela, Hans Zimmer       | 5:49  |

## Accueil

### Promotion
Le film a fait l'objet d'une campagne de communication particulièrement longue : six mois avant la sortie, des teasers ont été proposés sur Internet. Petit à petit, des informations ont filtré sur le scénario et le casting puis sur les affiches. Il a été présenté au festival de Cannes 2011 hors compétition. C'est le premier film que Rob Marshall présente au festival de Cannes[réf. nécessaire].

### Accueil critique
Compte rendu de l'agrégation de 259 critiques, le site Web Rotten Tomatoes attribue au film une note de 33 % d'approbation, avec une note moyenne de 5⁄10. Le résumé des critiques du site en dit : « Il est plus court et plus élancé que la suite, mais ce Pirates s'échoue sur un complot incohérent et sur une succession incessante de séquences d'actions bruyantes ». Metacritic, qui attribue une note moyenne pondérée aux avis clients ou spectateurs, donne au film une note moyenne de 45 sur 100, sur la base de 39 critiques, indiquant « des critiques mitigées ou moyennes ». Les sondages CinemaScore révèle que la moyenne des cinéphiles attribuée au film est un B + sur une échelle de A + à F.

### Box-office
Pirates des Caraïbes : La Fontaine de Jouvence a remporté 241 071 802 $ en Amérique du Nord et 802 800 000 $ sur les autres territoires, soit un total mondial de 1 043 871 802 $. Le quatrième volet totalise 30 millions d'entrées aux Etats-Unis, un chiffre largement inférieur aux précédents opus. Le film est 5ème au box-office annuel américain (2011).
Au niveau mondial, La Fontaine de Jouvence est le deuxième plus grand succès de la série derrière Le Secret du coffre maudit. C'est également le quatrième film à plus haut revenu de Disney de tous les temps derrière Avengers, Le Secret du coffre maudit et Toy Story 3. La Fontaine de Jouvence est le troisième film datant de 2011 à plus hauts revenus derrière Harry Potter et les Reliques de la Mort part.2 et Transformers 3 : La Face cachée de la Lune.
Hors des États-Unis, La Fontaine de Jouvence est le plus gros succès de la série des Pirates des Caraïbes et le deuxième film Disney à plus hauts revenus de tous les temps derrière Avengers.
| Pays ou région | Box-office        | Date d'arrêt du box-office | Nombre de semaines |
| -------------- | ----------------- | -------------------------- | ------------------ |
| États-Unis     | 241 071 802 $     | 29 septembre 2011          | 19                 |
| France         | 4 586 893 entrées | -                          | 13                 |
| Total mondial  | 1 045 713 802 $   | -                          | -                  |

## Distinctions

### Sélection2011
- Festival de Cannes : longs métrages - hors-compétition pour Rob Marshall

### Distinctions2011
| Distinctions 2011 du film Pirates des Caraïbes : La Fontaine de Jouvence | Distinctions 2011 du film Pirates des Caraïbes : La Fontaine de Jouvence | Distinctions 2011 du film Pirates des Caraïbes : La Fontaine de Jouvence | Distinctions 2011 du film Pirates des Caraïbes : La Fontaine de Jouvence | Distinctions 2011 du film Pirates des Caraïbes : La Fontaine de Jouvence |
| Évènements                                                               | Catégorie / Récompense                                                   | Nommé(es) / Lauréat(es)                                                  | Résultats                                                                |                                                                          |
| ------------------------------------------------------------------------ | ------------------------------------------------------------------------ | ------------------------------------------------------------------------ | ------------------------------------------------------------------------ | ------------------------------------------------------------------------ |
| ALMA Awards                                                              | Actrice de cinéma préférée – Drame/Aventure                              | Penélope Cruz                                                            | Nomination                                                               |                                                                          |
| Casting Society of America                                               | Meilleur casting pour un film de comédie à gros budget                   | Francine Maisler                                                         | Nomination                                                               |                                                                          |
| Festival du film de Hollywood                                            | Prix du film hollywoodien                                                | Pirates des Caraïbes : La Fontaine de Jouvence                           | Nomination                                                               |                                                                          |
| Golden Schmoes Awards                                                    | La plus grande déception de l'année                                      | Pirates des Caraïbes : La Fontaine de Jouvence                           | Nomination                                                               |                                                                          |
| Scream Awards                                                            | Meilleure scène de poursuite                                             | pour la Poursuite à travers Londres                                      | Lauréat                                                                  |                                                                          |
| Scream Awards                                                            | Meilleur film fantastique                                                | Pirates des Caraïbes : La Fontaine de Jouvence                           | Nomination                                                               |                                                                          |
| Scream Awards                                                            | Meilleure actrice dans un film fantastique                               | Penélope Cruz                                                            | Nomination                                                               |                                                                          |
| Scream Awards                                                            | Meilleur acteur dans un film fantastique                                 | Johnny Depp                                                              | Nomination                                                               |                                                                          |
| Scream Awards                                                            | Meilleur caméo                                                           | Keith Richards                                                           | Nomination                                                               |                                                                          |
| Teen Choice Awards                                                       | Meilleur film de science-fiction ou fantastique                          | Pirates des Caraïbes : La Fontaine de Jouvence                           | Nomination                                                               |                                                                          |
| Teen Choice Awards                                                       | Meilleur acteur dans un film de science-fiction ou fantastique           | Johnny Depp                                                              | Nomination                                                               |                                                                          |
| Teen Choice Awards                                                       | Meilleure actrice dans un film de science-fiction ou fantastique         | Penélope Cruz                                                            | Nomination                                                               |                                                                          |
| Teen Choice Awards                                                       | Meilleur méchant                                                         | Ian McShane                                                              | Nomination                                                               |                                                                          |
| World Soundtrack Awards                                                  | Compositeur de la bande originale de l'année                             | Hans Zimmer                                                              | Nomination                                                               |                                                                          |

### Distinctions2012
| Distinctions 2012 du film Pirates des Caraïbes : La Fontaine de Jouvence | Distinctions 2012 du film Pirates des Caraïbes : La Fontaine de Jouvence                                  | Distinctions 2012 du film Pirates des Caraïbes : La Fontaine de Jouvence | Distinctions 2012 du film Pirates des Caraïbes : La Fontaine de Jouvence | Distinctions 2012 du film Pirates des Caraïbes : La Fontaine de Jouvence |
| Évènements                                                               | Catégorie / Récompense                                                                                    | Nommé(es) / Lauréat(es)                                                  | Résultats                                                                |                                                                          |
| ------------------------------------------------------------------------ | --- | ------------------------------------------------------------------------ | ------------------------------------------------------------------------ | ------------------------------------------------------------------------ |
| Annie Awards                                                             | Meilleurs effets animés dans un film en prise de vues réelles                                             | Branko Grujcic                                                           | Nomination                                                               |                                                                          |
| ASCAP Film and Television Music Awards                                   | Compositeurs du meilleur film au box-office                                                               | Hans Zimmer                                                              | Lauréat                                                                  |                                                                          |
| Art Directors Guild                                                      | Prix d'excellence dans la conception de la production et la direction artistique pour un film fantastique | Pirates des Caraïbes : La Fontaine de Jouvence                           | Nomination                                                               |                                                                          |
| Cinema Audio Society                                                     | Meilleur mixage son pour un film                                                                          | Christopher Boyes, Paul Massey, Alan Meyerson et Lee Orloff              | Nomination                                                               |                                                                          |
| Costume Designers Guild Awards                                           | Meilleurs costumes pour un film fantastique                                                               | Penny Rose                                                               | Nomination                                                               |                                                                          |
| Empire Awards                                                            | Meilleur espoir masculin                                                                                  | Sam Claflin                                                              | Nomination                                                               |                                                                          |
| Evening Standard British Film Awards                                     | Blockbuster de l'année                                                                                    | Pirates des Caraïbes : La Fontaine de Jouvence                           | Nomination                                                               |                                                                          |
| Jupiter Awards                                                           | Meilleure actrice internationale                                                                          | Penélope Cruz                                                            | Nomination                                                               |                                                                          |
| Jupiter Awards                                                           | Meilleur acteur international                                                                             | Johnny Depp                                                              | Nomination                                                               |                                                                          |
| Kids' Choice Awards                                                      | Acteur de cinéma préféré                                                                                  | Johnny Depp                                                              | Nomination                                                               |                                                                          |
| MovieGuide Awards                                                        | Meilleur film pour un public adulte                                                                       | Pirates des Caraïbes : La Fontaine de Jouvence                           | Lauréat                                                                  |                                                                          |
| MovieGuide Awards                                                        | Meilleur film pour un public adulte                                                                       | Pirates des Caraïbes : La Fontaine de Jouvence                           | Nomination                                                               |                                                                          |
| MovieGuide Awards                                                        | Film le plus inspirant                                                                                    | Pirates des Caraïbes : La Fontaine de Jouvence                           | Nomination                                                               |                                                                          |
| MovieGuide Awards                                                        | Performances les plus inspirantes dans un film                                                            | Sam Claflin                                                              | Nomination                                                               |                                                                          |
| People's Choice Awards                                                   | Film préféré                                                                                              | Pirates des Caraïbes : La Fontaine de Jouvence                           | Nomination                                                               |                                                                          |
| People's Choice Awards                                                   | Distribution d'ensemble préférée                                                                          | Pirates des Caraïbes : La Fontaine de Jouvence                           | Nomination                                                               |                                                                          |
| Rembrandt Awards                                                         | Meilleur film étranger                                                                                    | Pirates des Caraïbes : La Fontaine de Jouvence                           | Nomination                                                               |                                                                          |
| Russian National Movie Awards                                            | Meilleur film d'action étranger de l'année                                                                | Pirates des Caraïbes : La Fontaine de Jouvence                           | Nomination                                                               |                                                                          |
| Visual Effects Society Awards                                            | Meilleurs effets visuels dans un film en prise de vue réelle                                              | Gary Brozenich, David Conley, Charles Gibson et Ben Snow                 | Nomination                                                               |                                                                          |

### Nomination2013
- People's Choice Awards : surnom des fans préféré pour Rum Runners

## Éditions en vidéo
- En France, le film Pirates des Caraïbes : La Fontaine de Jouvence est sorti en DVD[30], Blu-ray[31] et dans une version combo Blu-ray 3D + Blu-ray + Copie digitale[32] le 21 septembre 2011. Une nouvelle version combo Blu-ray 3D + Blu-ray 2D est ressortie le 30 octobre 2013[33]. Le film est également sorti en VOD le 1er février 2016[6]. À la suite des évolutions techniques afin d'améliorer la qualité d'image et de sons, le film sort dans une édition 4K Ultra HD + Blu-ray[34] le 4 mai 2022.
- Au Québec, le film est sorti en DVD le 18 octobre 2011[7].

## Commentaires
Il existe un anachronisme dans le film : le pirate Barbe noire et le roi George II apparaissent tous les deux dans cet opus de la franchise. Or, Barbe noir est mort en 1718, soit neuf ans avant l'accession de George II au trône en 1727. Il n'est donc pas possible qu'il soit encore en vie pendant le règne du monarque anglais. Toutefois, un dialogue du film émet l'hypothèse que sa mort n'était peut-être qu'une légende.